# Ochotona hyperborea
Il pica siberiano (Ochotona hyperborea Pallas, 1811) è un mammifero lagomorfo della famiglia degli Ocotonidi, diffuso nelle zone montuose dell'Asia settentrionale. Ha dimensioni comprese tra 12,5 e 18,5 centimetri e pelliccia bruno-rossiccia in estate e grigio-bruna in inverno.

## Distribuzione
Con numerose sottospecie (Ochotona hyperborea cinereoflava, Ochotona hyperborea coreana, Ochotona hyperborea ferruginea, Ochotona hyperborea mantchurica, Ochotona hyperborea normalis, Ochotona hyperborea uralesis, Ochotona hyperborea yesoensis - in foto -, Ochotona hyperborea yoshikurai), la specie occupa un areale assai esteso, che va dagli Urali alle isole di Sachalin ed Hokkaidō. Predilige le aree rocciose ricoperte da conifere, dove costruisce le proprie tane nei pressi di alberi caduti o fra le radici.

## Descrizione

### Dimensioni
Misura tra i dodici e i diciotto centimetri di lunghezza, per un peso di circa 200 g.

### Aspetto
Il mantello, lungo e lanoso, muta due volte durante l'anno, sicché la specie assume due differenti colorazioni durante l'anno: in estate, il pelo è bruno-rossiccio, con tendenza a divenire man mano più rosso sui fianchi, mentre il ventre è biancastro con sfumature color ruggine. In inverno, invece, il pelo è grigio con sfumature brune.

Ha coda corta (0,5-1,2 cm) e orecchie tonde.

Non presenta dimorfismo sessuale.

## Biologia
Si tratta di animali diurni, attivi soprattutto al mattino ed al crepuscolo, mentre durante le ore centrali della giornata si riposano all'ombra di qualche roccia: dopo il risveglio, tendono a restare per un po' su qualche roccia a prendere il sole per scaldarsi. In estate, lavorano alacremente al fine di accumulare scorte di cibo per l'inverno, cibo che viene messo ad essiccare in cumuli che spesso i pica siberiani si rubano l'un l'altro.

Vivono in coppie: le femmine raramente escono dal proprio territorio (che viene marcato con l'urina e tramite un'apposita ghiandola posta sulla mandibola), mentre spesso i maschi sconfinano al fine di rubare le riserve alimentari di altri esemplari: pur vivendo nello stesso territorio, il maschio e la femmina interagiscono fra loro piuttosto raramente.

A differenza di altre specie congeneri, questi animali sono soliti emettere i propri richiami soprattutto nel tardo periodo estivo. 

### Alimentazione
Si tratta di animali erbivori, che si nutrono di qualsiasi materiale vegetale riescano a trovare: sono stati osservati arrampicarsi per alcuni metri sugli alberi del nei pressi della propria tana, al fine di mangiarne i germogli. Visto che questi animali non vanno in letargo, in tarda estate accumulano parti verdi delle piante, che seccano e vengono consumate in inverno, ad integrazione dei sempreverdi e licheni che il pica raggiunge scavando tunnel al di sotto del manto nevoso. Le piante accumulate sono selezionate evitando le specie disponibili tutto l'anno e con un'alta percentuale di piante contenenti tannino e altre tossine (probabilmente perché il sapore sgradevole che hanno quando sono fresche migliora con l'essicazione).

### Riproduzione
Questi animali si riproducono durante i mesi caldi: le sottospecie più settentrionali tendono ad allevare un'unica grossa nidiata l'anno, solitamente in primavera, mentre quelle residenti in climi più miti possono allevare due cucciolate l'anno, seppure di dimensioni minori, una in primavera e l'altra in estate.

Durante il periodo degli amori, i maschi utilizzano dei canti composti da una serie di squittii seguiti da lunghi e forti fischi: ciascun individuo può essere riconosciuto in base alla sequenza ed alla tonalità di questi versi. Le femmine rispondono solo ai richiami emessi dai maschi residenti nel proprio territorio, ignorando quelli di altri maschi.

Per accoppiarsi, i maschi (che solitamente non si allontanano a più di qualche metro dalla propria tana) percorrono anche 200 metri, facendo sì che ciascuna femmina possa accoppiarsi con più maschi, mentre questi ultimi possono dal canto loro accoppiarsi con più femmine.

La gestazione dura quattro settimane: i cuccioli vengono accuditi esclusivamente dalla madre, che li svezza attorno al mese di vita. A seconda della sottospecie, i cuccioli lasciano il territorio natio la primavera successiva (sottospecie settentrionali), od alla fine dell'estate dell'anno in cui sono nati (sottospecie meridionali). Laddove i cuccioli rimangono con la madre durante l'inverno, essi sono soliti aiutarla ad accumulare provviste durante l'estate. Non è ancora chiaro se la femmina si riproduca già ad un anno, o se raggiunga la maturità sessuale a due anni.
In natura mediamente questi animali vivono due anni e raramente superano i tre, 
 mentre esemplari tenuti in cattività stupiscono per la loro longevità, giungendo a vivere per nove anni e mezzo (contro i tre anni della maggior parte delle specie di pica).